# Plebejus
Plebejus är ett släkte av fjärilar som beskrevs av Jan Krzysztof Kluk 1802. Plebejus ingår i familjen juvelvingar.

## Dottertaxa tillPlebejus, i alfabetisk ordning[1][2]
- Plebejus abdelaziz
- Plebejus abruzzensis
- Plebejus achaiana
- Plebejus acmon
- Plebejus aegiades
- Plebejus aegidion
- Plebejus aegon
- Plebejus aegus
- Plebejus aehaja
- Plebejus agathon
- Plebejus agnata
- Plebejus akbesiana
- Plebejus alaskensis
- Plebejus albicans
- Plebejus albinulus
- Plebejus albomarginata
- Plebejus alboradians
- Plebejus alboradiosa
- Plebejus alcippe
- Plebejus algon
- Plebejus alpina
- Plebejus alpiumphilonome
- Plebejus alsus
- Plebejus altaegidion
- Plebejus altera
- Plebejus amanda
- Plebejus amata
- Plebejus amplificata
- Plebejus amurensis
- Plebejus anamariae
- Plebejus andreas
- Plebejus angelus
- Plebejus antaegon
- Plebejus antegon
- Plebejus anterocroceus
- Plebejus antetuscanica
- Plebejus anthea
- Plebejus antialboradiosa
- Plebejus anticoimpunctata
- Plebejus anticoradiata
- Plebejus apenninogenita
- Plebejus appenninicola
- Plebejus approximatajuncta
- Plebejus aquilo
- Plebejus argellus
- Plebejus argentea
- Plebejus argenteoguttatanulla
- Plebejus argigas
- Plebejus argiva
- Plebejus argus
- Plebejus arguscalliopisvalesiaca
- Plebejus argyra
- Plebejus argyrognomon
- Plebejus argyrophalara
- Plebejus argyrotoxus
- Plebejus asur
- Plebejus atrapraetextus
- Plebejus augustamarginata
- Plebejus augustanus
- Plebejus austera
- Plebejus autaegon
- Plebejus aviator
- Plebejus azurea
- Plebejus babieca
- Plebejus bactreana
- Plebejus badachshana
- Plebejus batjanensis
- Plebejus behrii
- Plebejus bejarensis
- Plebejus bejarensisintermedia
- Plebejus bejarensislilacina
- Plebejus bejarensislilacinamarynata
- Plebejus bejarensismetallica
- Plebejus bejarensisminor
- Plebejus bella
- Plebejus betica
- Plebejus bipuncta
- Plebejus boharti
- Plebejus branuelasensis
- Plebejus brenda
- Plebejus brethertoni
- Plebejus browni
- Plebejus brunhilda
- Plebejus brunnea
- Plebejus bruttia
- Plebejus bryanti
- Plebejus cabrorus
- Plebejus caeca
- Plebejus caernensis
- Plebejus caeruleocuneata
- Plebejus caeruleomarginata
- Plebejus caerulescens
- Plebejus caeruleus
- Plebejus calabrica
- Plebejus calchas
- Plebejus callinicus
- Plebejus calmuca
- Plebejus camporrealis
- Plebejus candalus
- Plebejus carinthiaca
- Plebejus carolyna
- Plebejus cartujana
- Plebejus casaiacus
- Plebejus chiyodaensis
- Plebejus christophi
- Plebejus chrysophthalmu
- Plebejus claralpina
- Plebejus claraobscura
- Plebejus clarasiatica
- Plebejus cleomenes
- Plebejus cleopatra
- Plebejus comstocki
- Plebejus cordata
- Plebejus coreana
- Plebejus coridonopsis
- Plebejus corsica
- Plebejus cottlei
- Plebejus crassipuncta
- Plebejus creataephilonome
- Plebejus cretaceus
- Plebejus cyane
- Plebejus delattini
- Plebejus diabosatuzana
- Plebejus discoanteriora
- Plebejus discojuncta
- Plebejus discolunulata
- Plebejus discoobsoleta
- Plebejus discoposteriora
- Plebejus empetri
- Plebejus estebita
- Plebejus eversmanni
- Plebejus extrema
- Plebejus falloui
- Plebejus fenderi
- Plebejus ferniensis
- Plebejus flavescens
- Plebejus flavodentata
- Plebejus flavus
- Plebejus foticus
- Plebejus franklinii
- Plebejus fretchini
- Plebejus fulvescens
- Plebejus fuscescens
- Plebejus fuscus
- Plebejus gaillardi
- Plebejus galani
- Plebejus galliaealbicans
- Plebejus ganssuensis
- Plebejus garthi
- Plebejus georgica
- Plebejus gertschi
- Plebejus gina
- Plebejus gonzalezi
- Plebejus gracil
- Plebejus hesperica
- Plebejus hiemalis
- Plebejus hilda
- Plebejus hispana
- Plebejus hispanafusca
- Plebejus hispelis
- Plebejus hokiensis
- Plebejus homeyeri
- Plebejus hypochiona
- Plebejus hypochiona-graeca
- Plebejus hypochionalpina
- Plebejus hypochionoides
- Plebejus iberica
- Plebejus icarius
- Plebejus idas
- Plebejus illustris
- Plebejus immaculata
- Plebejus indica
- Plebejus infraobscura
- Plebejus inornata
- Plebejus insulanus
- Plebejus insularis
- Plebejus intermediamarginata
- Plebejus iranica
- Plebejus iriensis
- Plebejus irregularis
- Plebejus isias
- Plebejus ismenias
- Plebejus italaegiades
- Plebejus italanigrans
- Plebejus italorum
- Plebejus japonica
- Plebejus javieri
- Plebejus jermyni
- Plebejus joannisi
- Plebejus juncta
- Plebejus karafutonis
- Plebejus katunica
- Plebejus kelseyi
- Plebejus killiassi
- Plebejus klinzigii
- Plebejus kohlsaati
- Plebejus kononis
- Plebejus korshunovi
- Plebejus kovacsi
- Plebejus labecula
- Plebejus lacustris
- Plebejus ledereri
- Plebejus leodorus
- Plebejus lepontoisi
- Plebejus lesliei
- Plebejus leucofasciatus
- Plebejus leussleri
- Plebejus libisonis
- Plebejus ligurica
- Plebejus lilacina
- Plebejus lilacina-casaicus
- Plebejus lilacina-rufolunalata-casaicus
- Plebejus limbo-retrojuncta
- Plebejus linea
- Plebejus lotis
- Plebejus lucentina
- Plebejus lucianus
- Plebejus lucifer
- Plebejus ludovicana
- Plebejus lunensis
- Plebejus lupini
- Plebejus lurifuga
- Plebejus lutzi
- Plebejus luzonicus
- Plebejus lycidas
- Plebejus lydia
- Plebejus lydiades
- Plebejus macleayi
- Plebejus magnagraeca
- Plebejus magnipuncta
- Plebejus majellensis
- Plebejus major
- Plebejus malcolmi
- Plebejus manoi
- Plebejus margineopunctata
- Plebejus maricopa
- Plebejus maritimus
- Plebejus marpurgica
- Plebejus masseyi
- Plebejus matildae
- Plebejus mediojuncta
- Plebejus megalo
- Plebejus meridionalis
- Plebejus metallica-casaicus
- Plebejus micrargus
- Plebejus microhypochiona
- Plebejus micropunctulatus
- Plebejus microsephyrus
- Plebejus minnehaha
- Plebejus minor
- Plebejus minutissimus
- Plebejus mirabilis
- Plebejus modica
- Plebejus montanus
- Plebejus monticola
- Plebejus montsiai
- Plebejus nanshanica
- Plebejus naruena
- Plebejus nicholli
- Plebejus nigrescens
- Plebejus nigropuncta
- Plebejus nivea
- Plebejus nivescens
- Plebejus nivium
- Plebejus nomancha
- Plebejus obensis
- Plebejus obscura
- Plebejus obscurus
- Plebejus obsoleta
- Plebejus obsoletajuncta
- Plebejus oegiades
- Plebejus oegidion
- Plebejus optilete
- Plebejus optimus
- Plebejus ordubadi
- Plebejus orestes
- Plebejus orientalis
- Plebejus orientaloides
- Plebejus osias
- Plebejus pallida
- Plebejus pallidula
- Plebejus pamira
- Plebejus parabellargus
- Plebejus paraustera
- Plebejus pardoi
- Plebejus parisiensis
- Plebejus pascuali
- Plebejus patriarca
- Plebejus penuelaensis
- Plebejus perclara
- Plebejus philbyi
- Plebejus philonomus
- Plebejus phonix
- Plebejus pitkinensis
- Plebejus plouharnelensis
- Plebejus plumbeus
- Plebejus poggii
- Plebejus polysperchinus
- Plebejus postalboradiosa
- Plebejus postaustera
- Plebejus postcandalus
- Plebejus postcleomenes
- Plebejus posterimpunctata
- Plebejus posterocaerulescens
- Plebejus posterocroceus
- Plebejus praelibisonis
- Plebejus proximus
- Plebejus pseudaegon
- Plebejus pseudargon
- Plebejus pseudoalbicans
- Plebejus pseudohypochiona
- Plebejus pseudolupini
- Plebejus pseudomasseyi
- Plebejus pulchraphilonome
- Plebejus pulchrina
- Plebejus punctifera
- Plebejus purpurascens
- Plebejus putealis
- Plebejus pylaon
- Plebejus pyrenaeorum
- Plebejus pyrenaica
- Plebejus radiata
- Plebejus rezneciki
- Plebejus ricei
- Plebejus rogneda
- Plebejus rubromaculata
- Plebejus rufescens
- Plebejus rufolunulata
- Plebejus saepiolus
- Plebejus sanchoi
- Plebejus sareptensis
- Plebejus scudderii
- Plebejus segustericus
- Plebejus semisuffusa
- Plebejus semperi
- Plebejus seoki
- Plebejus sephyrus
- Plebejus septembris
- Plebejus septentrionalis
- Plebejus sexaargenteoguttata
- Plebejus shasta
- Plebejus sifanica
- Plebejus siraha
- Plebejus sirentina
- Plebejus snelleni
- Plebejus solimana
- Plebejus sophiana
- Plebejus sorhageni
- Plebejus spangelatus
- Plebejus splendida
- Plebejus staudingeri
- Plebejus stigmatica
- Plebejus striata
- Plebejus subarcticus
- Plebejus subradiosa
- Plebejus sultana
- Plebejus suttoni
- Plebejus sweadneri
- Plebejus synexophenus
- Plebejus tadeshinensis
- Plebejus talinga
- Plebejus tarbagataiensis
- Plebejus texanus
- Plebejus titania
- Plebejus tova
- Plebejus transalbicans
- Plebejus trappi
- Plebejus tribasijuncta
- Plebejus tscherkessica
- Plebejus turensis
- Plebejus tuscanica
- Plebejus uclensis
- Plebejus uhryki
- Plebejus uliginosa
- Plebejus unicolor
- Plebejus usbekus
- Plebejus vacaresa
- Plebejus valesiana
- Plebejus valmasinii
- Plebejus vareai
- Plebejus veris
- Plebejus vernalis
- Plebejus verneti
- Plebejus whitmeri
- Plebejus vigensis
- Plebejus vilarrubiai
- Plebejus villarrubiai
- Plebejus windi
- Plebejus violascens
- Plebejus wolgensis
- Plebejus vulgaris
- Plebejus zelmira
- Plebejus zephyrinus
- Plebejus zephyrus
- Plebejus zezuensis
- Plebejus zuleikae

## Bildgalleri

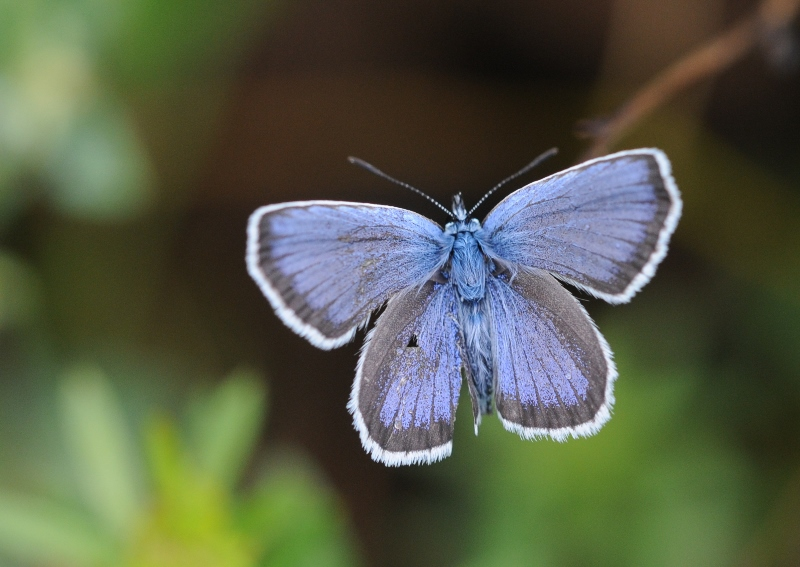